# Tonicités
Tonicités anciennement LELA+ est un réseau transfrontalier.

## Historique
Il a été créé en juillet 2006 entre les villes de Luxembourg, Esch-sur-Alzette, Longwy et Arlon. Les villes de Metz et Thionville ont rejoint en septembre 2007.
Il changea de nom en juillet 2011 pour devenir Tonicités.

## Description
Il rassemble un bassin de vie de 1,2 million d'habitants et a pour objectif de renforcer la coopération dans les principaux domaines d’intérêt de la population comme l’emploi, les transports ou encore le développement urbain.